# Рязанцев Євгеній Русланович
Євгеній Русланович Рязанцев (нар. 28 січня 2002, Київ, Україна) — український футболіст, правий вінгер.

## Життєпис
Вихованець молодіжної академії київського «Динамо», у футболці якого з 2015 по 2019 рік виступав у ДЮФЛУ. З 2019 по 2020 рік виступав за юнацьку та молодіжну команду «Динамо», але основним гравцем не був.
Наприкінці липня 2020 року перебрався у «Маяк» (Валки), який виступав у чемпіонаті Харківської області. Проте вже 21 серпня 2020 року підписав 3-річний контракт з новоствореним «Металом», який у червні наступного року було перейменовано на «Металіст». Дебютував у футболці харківського клубу 5 вересня 2020 року в переможному (4:0) виїзному поєдинку 1-го туру групи Б Другої ліги України проти черкаського «Дніпра». Євгеній вийшов на поле на 83-ій хвилині, замінивши Сергія Романова, а на 84-ій хвилині отримав жовту картку. Дебютним голом за «Метал» відзначився 11 вересня 2020 року на 78-ій хвилині переможного (6:0) домашнього поєдинку 2-го туру групи Б Другої ліги України проти одеського «Реал Фарма». Рязанцев вийшов на поле на 67-ій хвилині, замінивши Максима Багачанського. Допоміг харків'янам виграти Другу лігу. У Першій лізі України дебютував 1 серпня 2021 року в переможному (3:1) домашньому поєдинку 2-го туру проти «Ужгорода». Євгеній вийшов на поле на 90-ій хвилині, замінивши Браяна Ріаскоса.

## Досягнення
«Металіст» (Харків)
- Друга ліга чемпіонату України:
  -  Чемпіон: 2020/21